# AtoZ世界王座
AtoZ世界王座（エー・トゥー・ゼットせかいおうざ）は、メジャー女子プロレスAtoZが管理、認定していた王座。

## 歴史
2003年11月9日、メジャー女子プロレスAtoZ後楽園ホール大会で行われた初代王座決定トーナメントに優勝した中西百重が初代王者になった。
2006年5月3日、AtoZの解散により封印。

## 歴代王者
| 歴代  | 選手       | 防衛回数 | 獲得日付      | 獲得場所 （対戦相手・その他） |
| ----- | ---------- | -------- | ------------- | ----------------------------- |
| 初代  | 中西百重   | 0        | 2003年11月9日 | 後楽園ホール 吉田万里子       |
| 第2代 | 堀田祐美子 | 3        | 2004年2月15日 | 後楽園ホール 2006年5月3日封印 |